# 佛羅倫斯 (密蘇里州)
佛羅倫斯（英語：Florence），又名威廉斯維爾（Williamsville）、瓊斯伯勒（Jonesboro），是位於美國密蘇里州摩根縣的非建制地區。

## 歷史
佛羅倫斯的郵局自1839年營運至今。

## 地理
佛羅倫斯所處的海拔為高於海平面288米（即945英呎），而該地所採用的時區為UTC-6，即北美中部時區（CST）。同時該地設有夏令時間，為UTC-6調快一小時，即UTC-5（CDT）。